# Bogens Verden
Bogens Verden var Danmarks toneangivende bibliotekstidsskrift, udgivet af Danmarks Biblioteksforening.
Bladets første årgang 1918-1919 blev udgivet af Dansk Biblioteksforening og Studiekredsforeningen.  Kort tid efter blev Dansk Biblioteksforening og foreningen Danmarks Folkebogsamlinger sammensluttet under navnet Danmarks Biblioteksforening, hvor Bogens Verden blev tidsskrift for den nye forening. Det tidligere  biblioteksblad Bogsamlingsbladet (startet 1905) blev lukket ved samme lejlighed, hvorefter Bogens Verden blev det førende bibliotekstidsskrift.
Bladets centrale betydning for  bibliotekernes udvikling blev især tydelig, da Robert L. Hansen i en menneskealder 1926-1959 var redaktør. Robert L. Hansen var centralt placeret og blev senere biblioteksdirektør. Bladet indeholdt stof af aktuel interesse for bibliotekerne, bragte artikler om bibliotekstekniske nyskabelser, anmeldelser af nye biblioteksbygninger og referater fra foreningens møder.  Det bragte også officielle meddelelser fra Statens Bibliotekstilsyn og støttede bibliotekernes bogvalg gennem korte anmeldelser af ny litteratur.
Bogens Verden mistede betydning efter 1969, hvor de menige bibliotekarer meldte sig ud af Danmarks Biblioteksforening og dannede fagforeningen Bibliotekarforbundet. Nye tidsskrifter var med til at sætte dagsordenen, såsom Bibliotek 70, udgivet af Bibliotekarforbundet og DF-Revy, udgivet af Danmarks Forskningsbiblioteksforening. Herefter samlede Bogens Verden ikke længere biblioteksverdenen på samme måde som før. Tidsskriftet blev omlagt. I 1973 ophørte det med at bringe anmeldelser og i 1983 ændrede det karakter til et alment kulturelt tidsskrift, bl.a. med vægt på emner vedr. biblioteker. Fra 1997 ophørte det som medlemsblad og blev herefter udgivet sammen med  Det Kongelige Bibliotek og Danmarks Biblioteksskole.
I 2001 skiftede bladet endnu en gang karakter til et overvejende litterært tidsskrift med undertitlen Tidsskrift for litteratur og kultur, der orienterede om den nyeste danske og udenlandske skønlitteratur på det danske bogmarked og præsenterede introduktioner til både klassiske og nyere forfatterskaber. Det blev nu udgivet af Det Kongelige Bibliotek og Det Danske Forfatter- og Oversættercenter, Hald,  og udkom fire gange årligt. Det blev redigeret af Bruno Svindborg (ansvh.), Jørn Erslev Andersen og Peter Q. Rannes. Tidsskriftet ophørte med årgang 2011. . 
For at udfylde rollen med et bibliotekstidsskrift og medlemsblad startede Danmarks Biblioteksforening i 1997 et nyt tidsskrift Danmarks Biblioteker med et aktuelt og bibliotekspolitisk orienteret indhold. 